# Мухін Олег Сергійович
Оле́г Сергі́йович Му́хін — капітан Збройних сил України.

## Нагороди
15 липня 2014 року — за особисту мужність і героїзм, виявлені у захисті державного суверенітету та територіальної цілісності України, вірність військовій присязі під час російсько-української війни, відзначений — нагороджений орденом Богдана Хмельницького III ступеня.